# Aksiyon
Aksiyon (deutsch: Aktion) war eine wöchentlich erscheinende Nachrichtenzeitschrift in der Republik Türkei.
Mit etwa 30.000 Exemplaren war sie die größte Nachrichtenzeitschrift in der Türkei. Aksiyon wurde im Jahre 1996 gegründet. Die Zeitschrift wurde von der World Media Group herausgegeben.
Die Chefredakteure von Aksiyon waren İbrahim Karayeğen (2002–2004), Mehmet Yılmaz (2004–2008) und Bülent Korucu (2008–?).
Die Zeitschrift wurde am 27. Juli 2016 bei der Säuberungswelle nach dem Putschversuch in der Türkei 2016 durch eine Rechtsverordnung verboten und aufgelöst.